# Marinići (Fojnica, BiH)
Marinići je naseljeno mjesto u općini Fojnica, Federacija Bosne i Hercegovine, BiH.
Nalazi se oko 3 kilometra sjeverno od Fojnice.

## Stanovništvo

### 1991.
Nacionalni sastav stanovništva 1991. godine, bio je sljedeći:
ukupno: 48
- Muslimani - 48

### 2013.
Nacionalni sastav stanovništva 2013. godine, bio je sljedeći:
ukupno: 62
- Bošnjaci - 62

## Vanjske poveznice
- Satelitska snimka[neaktivna poveznica]